# Magnesioclorofenicita
La magnesioclorofenicita és un mineral de la classe dels fosfats que pertany al grup de la clorofenicita. Rep el nom pel domini del magnesi sobre el manganès en la composició, i la seva relació amb la clorofenicita.

## Característiques
La magnesioclorofenicita és un arsenat de fórmula química (Mg,Mn)₃Zn₂(AsO₄)(OH,O)₆. Cristal·litza en el sistema monoclínic. La seva duresa a l'escala de Mohs es troba entre 3 i 3,5.
Segons la classificació de Nickel-Strunz, la magnesioclorofenicita pertany a «08.BE: Fosfats, etc. amb anions addicionals, sense H₂O, només amb cations de mida mitjana, (OH, etc.):RO₄ > 2:1» juntament amb els següents minerals: augelita, grattarolaïta, cornetita, clinoclasa, arhbarita, gilmarita, allactita, flinkita, raadeïta, argandita, clorofenicita, gerdtremmelita, dixenita, hematolita, kraisslita, mcgovernita, arakiïta, turtmannita, carlfrancisita, synadelfita, holdenita, kolicita, sabel·liïta, jarosewichita, theisita, coparsita i waterhouseïta.

## Formació i jaciments
Va ser descoberta a la mina Franklin, situada a la localitat homònima del comtat de Sussex, a Nova Jersey (Estats Units). També ha estat descrita a la propera mina Sterling, a la localitat d'Ogdensburg. Aquests dos indrets són els únics de tot el planeta on ha estat trobada aquesta espècie mineral.